# 75570 Jenőwigner
A 75570 Jenőwigner (2000 AP4) kisbolygó a kisbolygóövben kering. 2001. január 1-jén fedezte föl Sárneczky Krisztián és Kiss László a Piszkéstetői Csillagvizsgálóban. A kisbolygó a nevét Wigner Jenő világhírű magyar fizikusról kapta, aki 1963-ban nyerte el a Nobel-díjat a szimmetriakutatás területén elért eredményeiért és a szimmetria-elvek alkalmazásáért a magfizikában.

## Külső hivatkozások
- Jen\Howigner A 75570 Jenőwigner kisbolygó a JPL Small-Body adatbázisában